# Gornje Košlje
Gornje Košlje (en serbe cyrillique : Горње Кошље) est un village de Serbie situé dans la municipalité de Ljubovija, district de Mačva. Au recensement de 2011, il comptait 505 habitants.

## Géographie
Gornje Košlje est situé dans la vallée de Drina. Le hameau de Donje Košlje, à proximité du village, se trouve sur les bords mêmes de la rivière.

## Démographie

### Évolution historique de la population
| 1948  | 1953  | 1961  | 1971  | 1981 | 1991 | 2002 | 2011 |
| ----- | ----- | ----- | ----- | ---- | ---- | ---- | ---- |
| 1 258 | 1 323 | 1 378 | 1 103 | 989  | 781  | 649  | 505  |

|  |